# Круглосуточные тусовщики
«Круглосуточные тусовщики» (англ. 24 Hour Party People; букв. «Люди круглосуточных вечеринок») — художественный фильм режиссёра Майкла Уинтерботтома, вышедший на экраны в 2002 году.

## Сюжет
Фильм повествует о музыкальной жизни Манчестера 1976—1992 гг., начиная с пробуждения, вызванного панк-роком, и заканчивая расцветом легендарного клуба FAC51 The Haçienda, рейвов и Мэдчестера. Фильм ведётся от лица Тони Уилсона (в исполнении Стива Кугана), телерепортёра, музыкального промоутера и владельца независимого лейбла Factory Records, на котором записывались такие местные коллективы, как Joy Division, New Order, Happy Mondays. Сценарий фильма написан по одноимённым мемуарам самого Уилсона.
После выхода фильма был выпущен альбом со звуковой дорожкой.

## В ролях
- Стив Куган — Тони Уилсон
- Ленни Джеймс — Алан Эразмус
- Пэдди Консидайн — Роб Греттон
- Ширли Хендерсон — Линдси
- Энди Серкис — Мартин Хэннет
- Шон Харрис — Иэн Кёртис
- Джон Симм — Бернард Самнер
- Энцо Чиленти — Питер Сэвилл
- Кейт Магован — Иветт
- Дэнни Каннингем — Шон Райдер
- Саймон Пегг — журналист
- Кенни Бейкер — владелец зверинца (в титрах не указан)

## Награды и номинации
- 2002 — участие в основном конкурсе Каннского кинофестиваля.
- 2002 — Премия британского независимого кино за лучшее достижение в производстве, а также номинация в категории «лучшее техническое достижение» (Марк Тилдсли — художник-постановщик).
- 2003 — две номинации на премию Empire Awards: лучший британский фильм, лучший британский актер (Стив Куган).

## Саундтрек
1. «Anarchy in the U.K.» (Sex Pistols) — 3:33
2. «24 Hour Party People (Jon Carter Mix)» (Happy Mondays) — 4:30
3. «Transmission» (Joy Division) — 3:36
4. «Ever Fallen in Love (With Someone You Shouldn’t've)?» (Buzzcocks) — 2:42
5. «Janie Jones» (The Clash) — 2:06
6. «New Dawn Fades» (Моби, Билли Корган и New Order) — 4:52
7. «Atmosphere» (Joy Division) — 4:09
8. «Otis» (The Durutti Column) — 4:16
9. «Voodoo Ray» (A Guy Called Gerald) — 2:43
10. «Temptation» (New Order) — 5:44
11. «Loose Fit» (Happy Mondays) — 4:17
12. «Pacific State» (808 State) — 3:53
13. «Blue Monday» (New Order) — 7:30
14. «Move Your Body» (Marshall Jefferson) — 5:15
15. «She’s Lost Control» (Joy Division) — 4:44
16. «Hallelujah (Club Mix)» (Happy Mondays) — 5:40
17. «Here To Stay» (New Order) — 4:58
18. «Love Will Tear Us Apart» (Joy Division) — 3:24